# Unabhängigkeitstag (Polen)

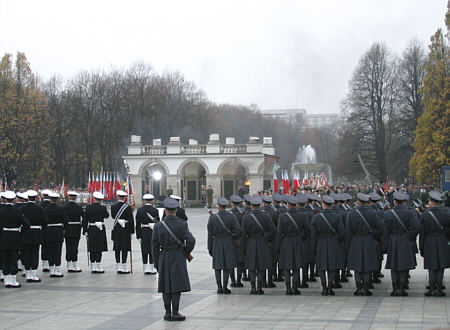
Feierlichkeiten zum Unabhängigkeitstag vor dem Grabmal des unbekannten Soldaten in Warschau

Der Polnische Unabhängigkeitstag (polnisch Narodowe Święto Niepodległości) ist ein Nationalfeiertag in Polen, der jedes Jahr am 11. November gefeiert wird. Anlass ist die Wiedererlangung der Unabhängigkeit des Staates 1918 nach 123 Jahren der Teilung Polens durch das Königreich Preußen, die Habsburgermonarchie und das russische Zarenreich.
Obwohl die eigentliche Unabhängigkeitserklärung schon am 7. Oktober vom Regentschaftsrat geschaffen wurde, schließlich wurde der 11. November als symbolisches Datum festgelegt, da an diesem Tag im Jahr 1918 die Zweite Polnische Republik begann, als Józef Piłsudski durch den Regentschaftsrat den Oberbefehl über die polnischen Truppen übernahm und ihm kurz darauf die Führung des polnischen Staates übertragen wurde. 1937 fanden die Feierlichkeiten zum ersten Mal statt. 
Nach dem Zweiten Weltkrieg wurde der Termin auf den 22. Juli (Veröffentlichung des Manifestes des kommunistischen Lubliner Komitees am 22. Juli 1944) verlegt, 1989 auf das ursprüngliche Datum zurückverlegt.

## Ausschreitungen am Unabhängigkeitstag
In den letzten Jahren kam es wiederholt zu Ausschreitungen, bei denen sich Nationalisten bei den Kundgebungen heftige Auseinandersetzungen mit den Einsatzkräften der Polizei lieferten. Vor allem in Warschau kam es zu Ausschreitungen mit Festnahmen bei „Unabhängigkeitsmärschen“ von Nationalisten und Rechtsradikalen. Am 11. November 2013 kam es zu Ausschreitungen vor der russischen Botschaft und diese wurde mit Steinen und Feuerwerkskörpern beworfen. Am Folgetag wurde der polnische Botschafter in Russland Wojciech Zajączkowski ins russische Außenministerium einbestellt.